# 페이지터너 (드라마)
《페이지터너》는 2016년 3월 26일부터 2016년 4월 9일까지 KBS 2TV에서 방영된 3부작 드라마이다. 

## 등장 인물

### 주요 인물
- 김소현 : 윤유슬 역 (아역 : 이도연) - 한주예술고등학교 피아노과 1등, 피아노 천재
- 지수 : 정차식 역 (아역 : 조용진) - 우정체육고등학교 2학년, 장대높이뛰기 선수
- 신재하 : 서진목 역 - 한주예술고등학교 피아노과 2등

### 주변 인물
- 예지원 : 유슬 엄마 역 - 피아노 학원 운영
- 황영희 : 정미수 역 - 대필작가, 차식의 어머니
- 김민상 : 진목 아빠 역
- 강한샘 : 최상필 역 - 한주예술고등학교 피아노과 학생
- 유연미 : 이규선 역 - 한주예술고등학교 피아노과 학생
- 한성식 : 한주예술고등학교 교사 역
- 채민희 : 한주예술고등학교 교사 역
- 김주영

### 그 외
- 최재섭 : 정차식의 장대높이뛰기 코치 역
- 서진욱 : 장대높이뛰기 선수 강준호의 아버지 역
- 김민채 : 장대높이뛰기 선수 강준호의 어머니 역
- 천예원 : 꽃집 주인 역
- 황민혁
- 정환
- 김진우
- 장세희
- 김수복
- 김용호
- 김은경
- 안진형
- 윤지성
- 송은석
- 홍재협
- 김연심
- 이정민

### 우정출연
- 임호 : 윤유슬의 담당의사 역
- 안재모 : 정차식의 담당의사 역

### 특별출연
- 오광록 : 굴다리 안 수수께끼의 잡상인 역
- 박종훈 : 현명세 역

## 시청률
아래의 파란색 숫자는 '최저 시청률'이고, 빨간색 숫자는 '최고 시청률'입니다. 시청률조사회사와 지역별로 시청률에 차이가 있을 수 있습니다.
| 회차  | 방송일          | 부제                           | TNmS 시청률 | AGB 시청률 |
| 회차  | 방송일          | 부제                           | 전국        | 전국       |
| ----- | --------------- | ------------------------------ | ----------- | ---------- |
| 제1회 | 2016년 3월 26일 | 위대한 하늘의 선물을 받은 자여 | 3.8%        | 3.6%       |
| 제2회 | 2016년 4월 2일  | 진실된 우정을 얻은 자여        | 3.5%        | 4.1%       |
| 제3회 | 2016년 4월 9일  | 다함께 환희의 노래를 부르자    | 3.6%        | 4.4%       |